# Euplectrus nuperus
Euplectrus nuperus är en stekelart som beskrevs av T.C. Narendran 2003. Euplectrus nuperus ingår i släktet Euplectrus och familjen finglanssteklar. Inga underarter finns listade i Catalogue of Life.